# Acanthit
Acanthit, Ag2S, kết tinh theo hệ một nghiêng và là dạng ổn định của bạc sulfide ở dưới 173 °C. Argentit là dạng ổn định ở nhiệt độ trên nó. Khi argentit lạnh dưới nhiệt độ đó dạng lập phương của nó bị khuấy động để tạo thành hệ một nghiêng của acanthit. Dưới 173 °C acanthit hình thành trực tiếp. Acanthit là dạng bền trong điều kiện nhiệt độ không khí thường.

## Hình thành
Acanthit là một khoáng vật bạc phổ biến trong mạch nhiệt dịch có nhiệt độ trung bình thấp và trong các đới làm giàu quặng. Nó xuất hiện cùng với bạc tự sinh, pyrargyrit, proustit, polybasit, stephanit, aguilarit, galena,
chalcopyrit, sphalerit, canxit và thạch anh.
Acanthit được mô tả đầu tiên năm 1855 trên mẫu ở Jáchymov (St Joachimsthal), Krušné Hory Mts (Erzgebirge), vùng Karlovy Vary, Bohemia, cộng hòa Séc. Tên gọi xuất phát từ tiếng Hy Lạp "akantha" nghĩa là cái gai hay mũi tên, ám chỉ hình dạng tinh thể của nó.